# Neutrale Faser

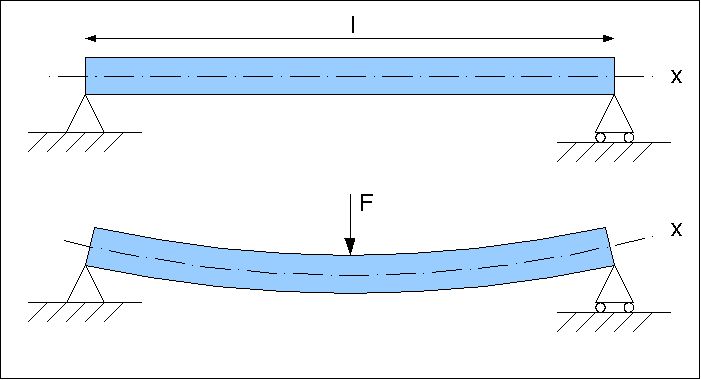
Biegung eines Balkens: neutrale Faser = x

Als neutrale Faser, auch Nulllinie genannt, bezeichnet man in der Festigkeitslehre diejenige Faser oder Schicht eines Balkenquerschnitts, deren Länge sich bei Verdrehen bzw. Biegen nicht ändert. Dort verursacht die Beanspruchung keine Zug- oder Druck-Spannung. Sie verläuft in geraden Balken aus isotropen Materialien durch den geometrischen Schwerpunkt der Querschnittsfläche. 
In der von der neutralen Faser in senkrechter Richtung am weitesten entfernten Faser ist die Spannung maximal.